# Comune di Asti
In un primo periodo, compreso tra l'885 e il 1095, Asti, non ancora un libero comune, era governata da Vescovi. Nonostante ciò, i primi segni dell'imminente emergere della Repubblica Astese sono da ricercare in questo periodo, in quanto è dalle lotte contro i vescovi che si può notare l'imminente fenomeno comunale. Alla metà dell'XI secolo il potere vescovile aveva raggiunto l'apice. A partire circa dalla seconda metà dello stesso secolo cominciavano a sbocciare i germi di quella che in seguito sarà la Repubblica Astese, anche se una delle cause più importanti che condurranno alla comparsa del Comune, il commercio, era da tempo sviluppata. Anzi, talvolta sono stati gli stessi vescovi ad agevolarne avvenire.

## Il commercio
Nel 992 Oddone III aveva emanato un diploma a preghiera del vescovo Pietro I, nel quale chiedeva che gli astigiani potessero praticare liberamente il commercio senza che potessero venir loro imposte tasse. Inoltre nel 1037 il vescovo Oberto I ottenne dall'imperatore che nessun duca vescovo, marchese, o conte potesse esigere tributi dai mercanti astigiani. Le conseguenze più evidenti di questi diplomi sono proprio lo sviluppo ed il rafforzarsi del commercio, arricchendo i cittadini e spingendo il popolo a sollevarsi.

## I consoli e l'origine del comune
(Codex Astensis, tratto dal Documento n. 635)

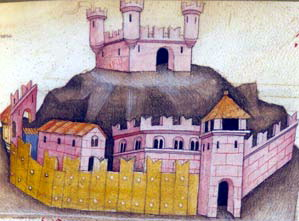
Codex Astensis. Miniatura del villaggio e del castello di Annone, donati da Oddone III al neonato comune di Asti

Il documento numero 635 del Codex Astensis ci dice che il 28 marzo 1095 il vescovo Oddone III investiva i consoli Lanfranchus Benzo, Ubertus Bulgarus, Ubertus iudex, Cresciencius Saracenus, Bonebellus Bonesenior. Quest'ultimo viene indicato come un “bonus homo”, cioè un assistente del vescovo.
La figura dei consoli viene ben delineata nel documento e di conseguenza non possono essere scambiati per giudici o rappresentanti di corporazioni operaie: essi agiscono per l'utilità comune, ricevono i territori donati dal vescovo per sé e per tutti i cittadini astigiani e faranno ciò che sarà loro stato opportuno.
Risulta interessante notare che solo uno dei cinque consoli ha firmato il documento, probabilmente perché era il "Consul Maior". Anche se siamo nel 1095, l'istituzione consolare potrebbe essere nata qualche anno prima, in quanto la sua formazione è stata un processo graduale.
I consoli erano eletti tra la classe nobiliare, i vassalli minori e il ceto mercantile. Rimaneva esclusa dalla vita politica quella parte della popolazione che non era iscritta alle Corporazioni.
Non si conosce esattamente il numero attorno al quale si aggirassero i Consoli astigiani, secondo lo storico Pertile essi variavano dalle due alle venti unità, mentre secondo il Cibrario erano sette.
È tuttavia interessante notare che nel documento n. 635 del Codex Astensis ne vengono investiti solamente cinque. Non si sa nemmeno con precisione quali fossero le loro mansioni anche se probabilmente essi amministravano la giustizia, la polizia, l'esercito, le finanze, la rappresentanza nei rapporti esterni il comune, l'emanazione e l'esecuzione delle leggi.
Nel 1091 era morta la Contessa Adelaide di Susa e per i suoi possedimenti combatterono numerosi rivali sino al 1095. Tra questi ultimi troviamo Corrado, Pietro e Umberto (figli dell'imperatore Enrico IV) e Bonifacio del Vasto. Molto probabilmente i cittadini astigiani avevano approfittato dello scompiglio creato dai contendenti per liberarsi dall'autorità vescovile.

## Il territorio
Il territorio astigiano ha favorito molto l'avvenire e la prosperità della Repubblica Astese. Infatti, grazie alla sua posizione strategica divenne un punto cruciale per il commercio transitalico/transalpino.
Gli astigiani furono in grado di sfruttare abilmente questo aspetto, associando ad esso un'intensa attività produttiva e intrecciando fruttuosi scambi commerciali oltralpe e con i genovesi.
Le tribù germaniche che avevano invaso l'Italia causando la caduta dell'Impero romano d'Occidente in un primo tempo non si mischiarono eccessivamente con i nativi, giacché si stabilirono in prevalenza sulle rocche del Monferrato, ma in seguito designarono Asti come centro del potere sia politico che legislativo.
In seguito, le classi sociali latine si mischiarono con quelle germaniche, cosicché Asti si rivelò prima di altre città composta omogeneamente da più etnie in armonia tra loro.

## La costituzione municipale astigiana
Nella città di Asti il diritto romano si conservò più a lungo che in altre città italiane. Durante la dominazione longobarda, Asti divenne una sede di amministrazione di giustizia e mantenne la sua importanza anche durante le dominazioni franca, carolingia, comitale e vescovile. La città, del diritto romano, conservò il collegio degli Scabini e vide svilupparsi i tribunali ecclesiastici.
Una volta che il comune di Asti si era sviluppato c'erano due consigli: uno, minore, che costituiva una sorta corpo consultivo del Podestà, era composto da dodici Sapientes, sei dei quali appartenevano ai ceti nobiliari, sei erano popolani; l'altro, di maggiori dimensioni, era un consiglio formato da un'ottantina di Credarii.
Nella Repubblica Astese c'era anche un Parlamento che si riuniva solo per questioni eccezionali, chiamato Arengo, o Concione.

## Fonti
- Ogerio Alfieri, Fragmenta de gestis Astensium
- Guglielmo Ventura, Memoriale
- Secondino Ventura, Memoriale
- Codex Astensis